# The Devil's Plan
The Devil's Plan (데블스 플랜?, lett. "Il piano del diavolo") è un reality show sudcoreano. La prima stagione è stata trasmessa in anteprima il 26 settembre 2023 su Netflix. Dodici concorrenti competono in giochi strategici sia collaborativi che competitivi al fine di vincere un premio in denaro.

## Regolamento

### Gettoni
Dodici concorrenti VIP ricevono inizialmente un "gettone" ciascuno. Un giocatore senza gettoni viene eliminato; i gettoni possono essere scambiati tra i giocatori o spesi per vantaggi nel gioco. I gettoni possono essere guadagnati e persi nelle due sfide giornaliere: la Sfida Principale e la Sfida Premio.
I gettoni sono delle "monete" di forma quadrata con una fessura su di un angolo.
Ad alcuni concorrenti, dopo le vittorie o la soluzione di alcuni enigmi particolari, vengono assegnati dei "gettoni speciali" che verranno esaminati in seguito, con diversi tipi di fessure.

### Sfida principale
Dopo la competitiva Sfida Principale, i due giocatori sopravvissuti con il minor numero di gettoni vengono mandati in prigione fino alla successiva Sfida Principale. Il giocatore o i giocatori con il maggior numero di gettoni prendono decisioni per risolvere le situazioni di parità e decidere chi mandare in prigione.

### Sfida premio
La collaborativa Sfida Premio determina se una somma di denaro – ₩50.000.000 o ₩100.000.000 – viene aggiunta al montepremi finale, che può arrivare fino a ₩500.000.000.

### Giochi
I giochi inclusi comprendono giochi di deduzione sociale, giochi da tavolo, giochi di carte e giochi di strategia astratta come il gioco del mulino. Nelle Sfide Principali, i giocatori tendono a formare alleanze, mentre le Sfide Premio mettono alla prova abilità come la memorizzazione, il calcolo numerico e la visualizzazione.

### Bonus segreto
Combinando tre diversi tipi di gettoni si forma una struttura simile a un ottaedro da cui si può leggere l'indizio "NEXT YEAR". Utilizzando questo indizio – inserendo il 2024 in una cassaforte nascosta in prigione – si sblocca una sfida individuale speciale, una variante di Gomoku in cui il giocatore deve ricordare il colore di ciascun pezzo, con la possibilità di vincere 10 gettoni ma rischiare l'eliminazione dal gioco.

## Puntate
| Stagione         | Puntate | Pubblicazione originale | Pubblicazione Italia |
| ---------------- | ------- | ----------------------- | -------------------- |
| Prima edizione   | 12      | 2023                    | 2023                 |
| Seconda edizione | 12      | 2025                    | 2025                 |

## Concorrenti
- Kwak Joon-bin, 31 anni, YouTuber
- Orbit (Gwedo), 40 anni, astronomo e divulgatore scientifico
- Guillaume Patry, 41 anni, giocatore di Esports
- Kim Dong-jae, 24 anni, studente universitario e giocatore di poker professionista
- Park Kyeong-rim, 44 anni, personaggio televisivo
- Seo Dong-joo, 40 anni, avvocato operante negli Stati Uniti
- Seo Yoo-min, 31 anni, dottore ortopedico
- Boo Seung-kwan, 25 anni, cantante
- Lee Si-won, 36 anni, attrice
- Lee Hye-sung, 30 anni, annunciatore freelance
- Cheo Yeon-woo, 34 anni, giocatrice di Go professionista
- Ha Seok-jin, 41 anni, attore